# Gyêgu

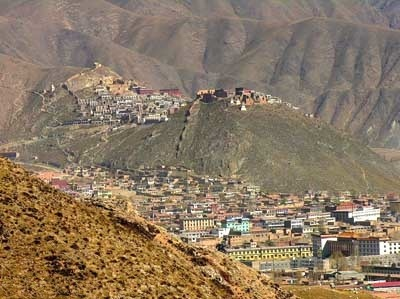
Panorama von Großgemeinde und Kloster Gyêgu (2005)

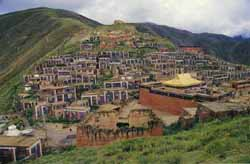
Das Kloster Döndrub Ling in Gyêgu

Gyêgu, auch Jyekundo (tibetisch སྐྱེ་དགུ་མདོ་, Umschrift nach Wylie skye dgu mdo, auch Kyegu Do, chinesisch 结古镇, Pinyin Jiēgǔ Zhèn; frühere Umschreibungen: Kegudo, Kegedo, Kierkoudo, Kyegundo, Yekoundo, Dschje-kundo, Gyegundo, Gyäkundo), ist eine Großgemeinde im Autonomen Bezirk Yushu der Tibeter in der chinesischen Provinz Qinghai. Sie ist das kulturelle, politische und administrative Zentrum, der "Hauptort" des Autonomen Bezirks. Im Norden der traditionellen tibetischen Kulturprovinz Kham gelegen, war Gyêgu als verhältnismäßig kleiner Handelsort gleichwohl einer der beiden wichtigsten Handelsknoten auf dem Weg nach Tibet.
Als Hauptort von Yushu wird die Großgemeinde heute meistens ebenfalls „Yushu“ genannt. Gleichzeitig ist sie der Sitz der Regierung der kreisfreien Stadt Yushu. Gyêgu hat eine Fläche von 807,7 km² und eine Aufenthaltsbevölkerung, deren Zahl zwischen 40.000 und 60.000 liegt. Es ist zu rund 85 % tibetisch geprägt. Es liegt mit einer Meereshöhe von 3.700–3.800 m etwas höher als Lhasa.

## Geschichte
Die Geschichte des alten Handelsortes Jyekundo geht sehr weit zurück und ist eng mit den Klöstern der Umgebung verflochten, insbesondere dem über der Stadt thronenden Sakya-Kloster Döndrub Ling, das 1398 an der Stelle eines hier bereits früher bestehenden Bön-Klosters gegründet wurde.
Als Teil des ehemaligen Königreiches von Nangchen entwickelte sich an dem Handelsplatz unter dem lokalen Lama-Hierarchen von Döndrub Ling, dem im Kloster residierenden Drawu Mergen, eine zweite weltliche Lokalmacht, die sich über die weitere Umgebung bis nördlich des Dri Chu (Jamgtse) erstreckte.
Noch in der ersten Hälfte des 20. Jahrhunderts lebten weniger als 700 Familien in Jyekundo. Für 1937 wird eine Bevölkerung von 2.244 Einwohnern (ohne Mönche und nur vorübergehend anwesende Händler) angegeben, die bebaute Siedlungsfläche soll damals weniger als einen Quadratkilometer betragen haben.
Der 9. Penchen Lama Thubten Chökyi Nyima, der 1924 aus innenpolitischen Gründen aus dem zentraltibetischen Samzhubzê zunächst in die Innere Mongolei und dann nach Qinghai/Amdo geflohen war, hielt sich in der Hoffnung auf eine baldige Rückkehr nach Xigazê (Shigatse) ab 1936 in Gyêgu auf, wo er am 1. Dezember 1937 verstarb.

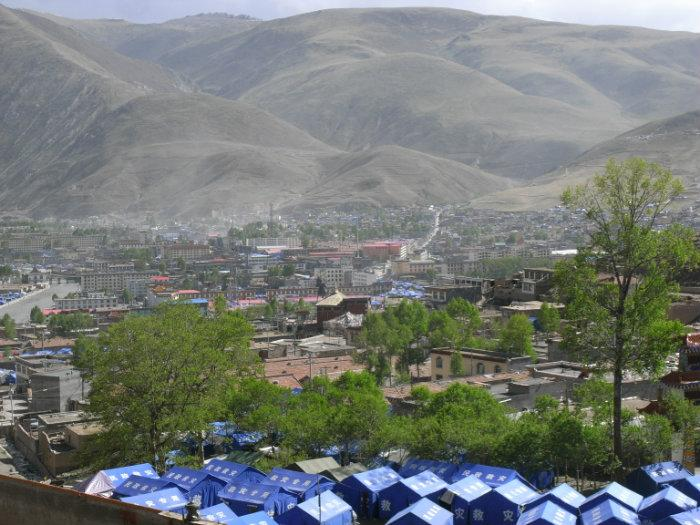
Innenstadt von Gyêgu im Mai 2010

## Erdbeben
Am 14. April 2010, um 7:49 Uhr Ortszeit, erschütterte ein heftiges Erdbeben der Magnitude 7,1 nach Richter die Region um Gyêgu.
Das Beben forderte zahlreiche Opfer und legte den größten Teil der Stadt in Schutt und Asche: Ca. 80–90 % der Gebäude wurden zerstört, wovon insbesondere die einfachen Lehmbauten der Nomaden in den Stadtrandvierteln betroffen waren. Deren Gebäude wurden durch das Beben quasi dem Erdboden gleichgemacht.

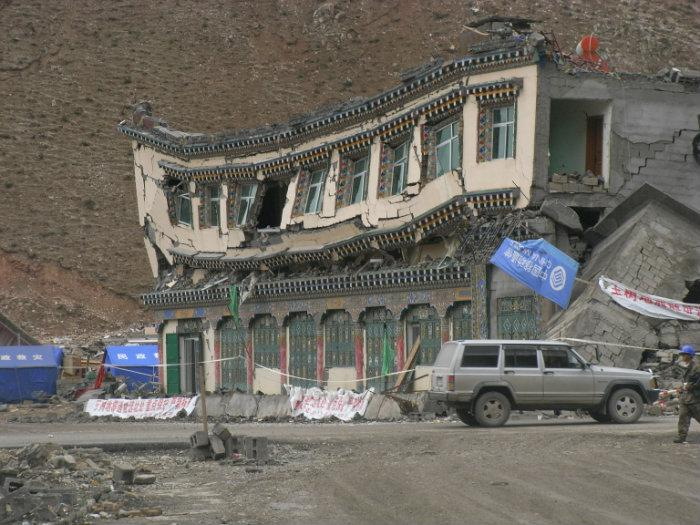
Erdbebenruine in Gyêgu

## Wiederaufbau
Ende April/Mai 2010 wurde bekannt gegeben, dass die Stadt mit Mitteln der Zentralregierung innerhalb von drei Jahren als eine "Ecotourist City" wieder aufgebaut werden soll.
Dazu wurde vom Staatsrat für die erste Wiederaufbau-Phase, die begleitende Versorgungsmaßnahmen mit provisorischen Wohnbauten vorsieht, bis Ende des Jahres 2010 eine Summe von über 10 Milliarden Yuan bereitgestellt. Insgesamt ist etwa die dreifache Summe vorgesehen.